# Mesembia haitiana
Mesembia haitiana is een insectensoort uit de familie Anisembiidae, die tot de orde webspinners (Embioptera) behoort. De soort komt voor in Haïti.
Mesembia haitiana is voor het eerst wetenschappelijk beschreven door Ross in 1940.